# Daniël Vandepitte
Daniël Pierre Vandepitte (* 29. Mai 1922 in Poperinge, Belgien; † 21. Juni 2016 in Gent, Belgien) war ein belgischer Bauingenieur und Lehrstuhlinhaber.

## Leben
Nach seiner Schulzeit in Poperinge und Kortrijk studierte Vandepitte von 1939 bis 1944 an der Reichsuniversität Gent (RUG), erwarb dort das Bauingenieurdiplom und assistierte Gustave Magnel in dessen Stahlbetonlabor an der RUG von März 1945 bis November 1945. Danach wirkte Vandepitte als Ingenieur für Brücken- und Wegebau für das Stromgebiet der Schelde und dann für den Ringkanal von Gent (1946–1956). Während seiner Zeit im belgischen Staatsdienst entwarf Vandepitte mehrere Spannbetonbrücken u. a. auch selbstverankerte vorgespannte Hängebrücken. 1948/49 entsandte ihn die Belgian American Educational Foundation an die Yale University, wo Vanderpitte bei Hardy Cross lernte und den Master of Engineering erlangte. 1953 wurde Vandepitte von der RUG mit einer von Magnel betreuten Dissertation über das Tragvermögen von Pfahlgründungen promoviert. Drei Jahre später übernahm er von Magnel die Vorlesungen über Baustatik und wurde schließlich 1960 zum Professor an der Fakultät für Angewandte Wissenschaften berufen. Wie kein anderer prägte Vanderpitte die Forschung und Lehre der Baustatik in Belgien. Als Ende der 1960er Jahre in Belgien zwei geschweißte Wassertürme aus Stahl einstürzten, untersuchte er in hunderten von Modellversuchen das Stabilitätsverhalten von imperfekten Kegelstumpfschalen unterschiedlichen Materials; dieses Problem sollte ihn später immer wieder beschäftigen und in die Diskussion als Vorsitzender des Technical Committees 8 „Structural stability“ der ECCS (1987–1993) einbringen.
Vandpittes Hauptwerk ist jedoch seine dreibändige Arbeit, die auf 2100 Druckseiten die gesamte Baustatik in konstruktionsorientierter Absicht abhandelt.
Vandepittes gesellschaftliches Engagement ist beispielhaft: So führte er von 1963 bis 1965 die Königliche Flämische Ingenieurvereinigung. Als Rektor der RUG von 1969 bis 1973 hatte Vandepitte in diesen durch die Studentenbewegung geprägten Jahren stets ein offenes Ohr für die Belange der protestierenden Studenten. 1970 wurde er Mitglied der Klasse Wissenschaft der Königlichen Akademie der Wissenschaften, Literatur und schönen Künste Belgiens und stand dem Nationalfonds der wissenschaftlichen Forschung vor (1970/1971). Ohne Zweifel geht ein signifikanter Anteil des hohen internationalen Ansehens des Konstruktiven Ingenieurbaus in Belgien auf das Wirken Vandepittes zurück.

## Werke
- D. Vandepitte: Berekening van Constructies: Bouwkunde en Civiele Techniek. Story-Scienta, Gent 1979–1982.
- D. Vandepitte: Confrontation of shell buckling research results with the collapse of a steel water tower. In: Journal of Constructional Steel Research. Vol. 49, 1999, S. 303–314.